# Strike Suit Zero
Strike Suit Zero è un videogioco di tipo simulatore di volo a tema fantascientifico ambientato nello spazio. Il gioco è incentrato in combattimenti spaziali con missioni di assalto, scorta e pattuglia. Il mech design è curato dall'esperto designer Junji Okubo autore di Viper’s Creed, Steel Battalion e Appleseed. Le musiche sono curate dall'esperto Paul Ruskay (già autore delle musiche di Homeworld), coadiuvato dalla cantautrice giapponese Kokia (Tales of Innocence e Gunslinger Girl). Il progetto è nato con donazioni sul sito Kickstarter, e raggiunta la quota necessaria, si iniziò la produzione. Il gioco è localizzato con sottotitoli in diverse lingue tra cui l'italiano e pubblicato su piattaforma digitale Steam. Nel 2013 è uscito uno spin-off del videogioco chiamato Strike Suit Infinity, incentrato nell'azione e nel combattimento puro. Il gioco sarà disponibile a partire da marzo 2014 anche su PlayStation 4 e Xbox One. 
Da aprile 2014 è disponibile per PC un aggiornamento con una nuova campagna Heroes of the fleet con 17 nuove missioni e diverse migliorie.

## Trama
Anno 2299, l'umanità vive in pace da decenni ormai e le guerre sono debellate da molti anni,  sulla terra si vive in pace e prosperità. Un giorno viene captato da radiotelescopi un segnale alieno proveniente dallo spazio profondo. Il messaggio conteneva istruzioni su come costruire un motore spaziale in grado di superare la velocità della luce. L'umanità fece un balzo in avanti di migliaia di anni. Si iniziarono a costruire astronavi per colonizzare nuovi e sconosciuti mondi remoti e si intraprese la ricerca del segnale radio alieno. Ben presto i nuovi mondi colonizzati chiesero l'indipendenza dalla federazione terrestre, la quale negò ogni tipo di secessione. Un giorno i coloni trovarono la fonte del segnale radio: una grande astronave aliena precipitata su un piccolo pianeta, e al suo interno scoprirono qualcosa di incondivisibile con la federazione terrestre. Inizia così una guerra civile, che si protrae da molti anni oramai.
Nel videogioco si impersona il Tenente Adams, un valente ufficiale della flotta spaziale terrestre. Superando tutte le missioni e progredendo nella storia, si scopriranno nuovi e terribili eventi che alla fine porteranno la conclusione della guerra.

## Modalità di gioco
Strike Suit Zero è un classico sparatutto spaziale, dove l'azione è predominante rispetto alla simulazione. La storia si svolge in 13 missioni. Sono disponibili variegati tipi di arm: cannoni al plasma, mitragliatrici, laser e missili di diverso tipo. Le astronavi a disposizione sono quattro e si sbloccano proseguendo nella storia. La più potente, lo Strike Suit , è un caccia multiruolo capace di trasformarsi in un robot antropomorfo.

## Astronavi

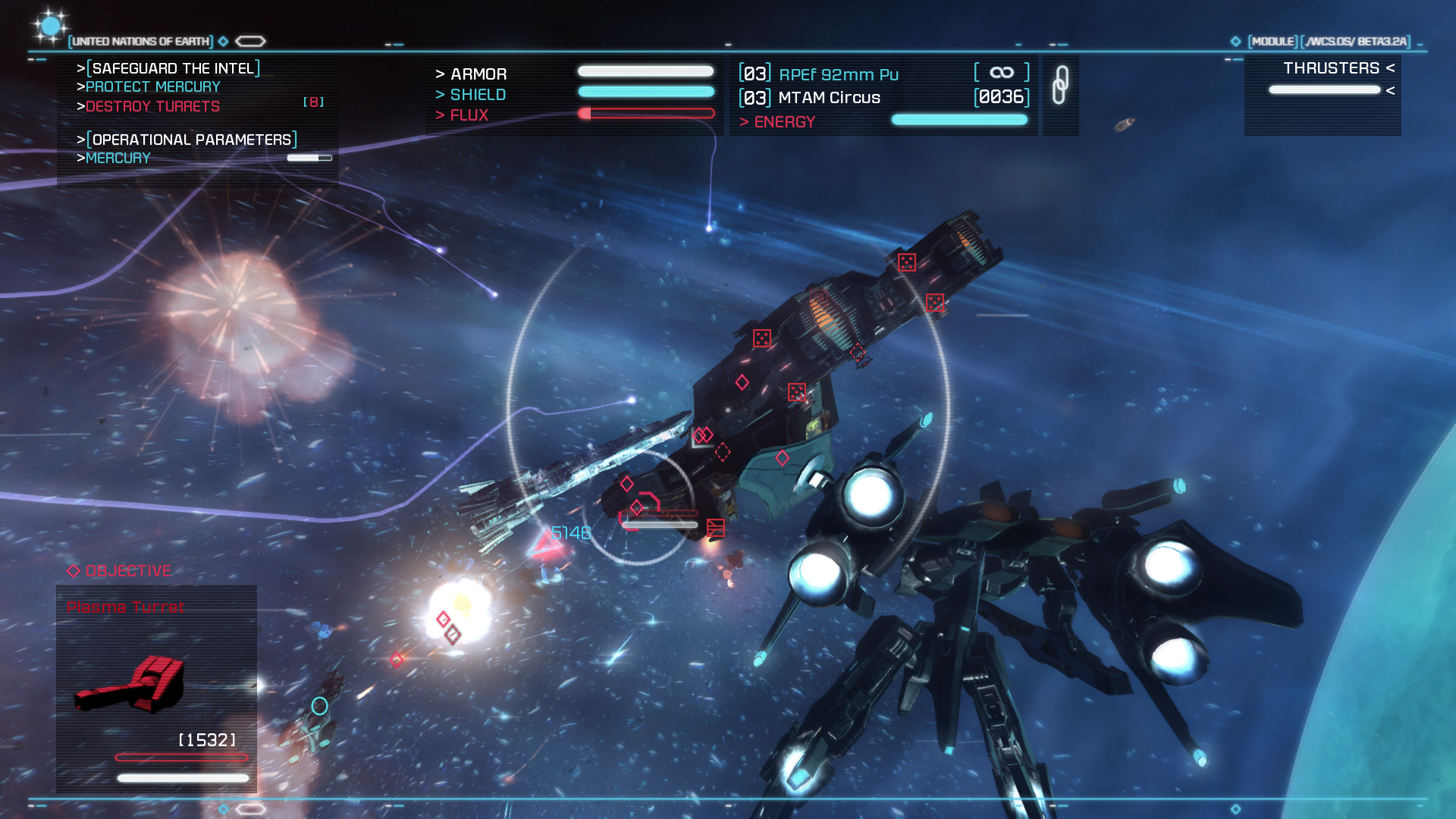
Strike Suit Zero

Di seguito sono elencati i caccia di attacco della federazione terrestre.
- Intercettore Falce, l'astronave standard della flotta terrestre e la prima in dotazione. Scudi e maneggevolezza scarsi. Armamenti:2 slot per cannoni e 1 per missili.
- Bombardiere Lama, lento nel dogfight ma estremamente duttile. Molto efficace contro corvette e corazzate nemiche. Armamenti:1 slot cannoni e 3 per missili.
- Caccia Apex, Scudi e corazza ottimali. Armamenti:3 slot per cannoni e 3 per missili.
- Strike Suit Trasformabile in Robot (temporaneamente) è ottimale negli scontri ravvicinati. Manovrabilità ottima. Armamenti: Cannoni e missili 2 slot.

## Missioni

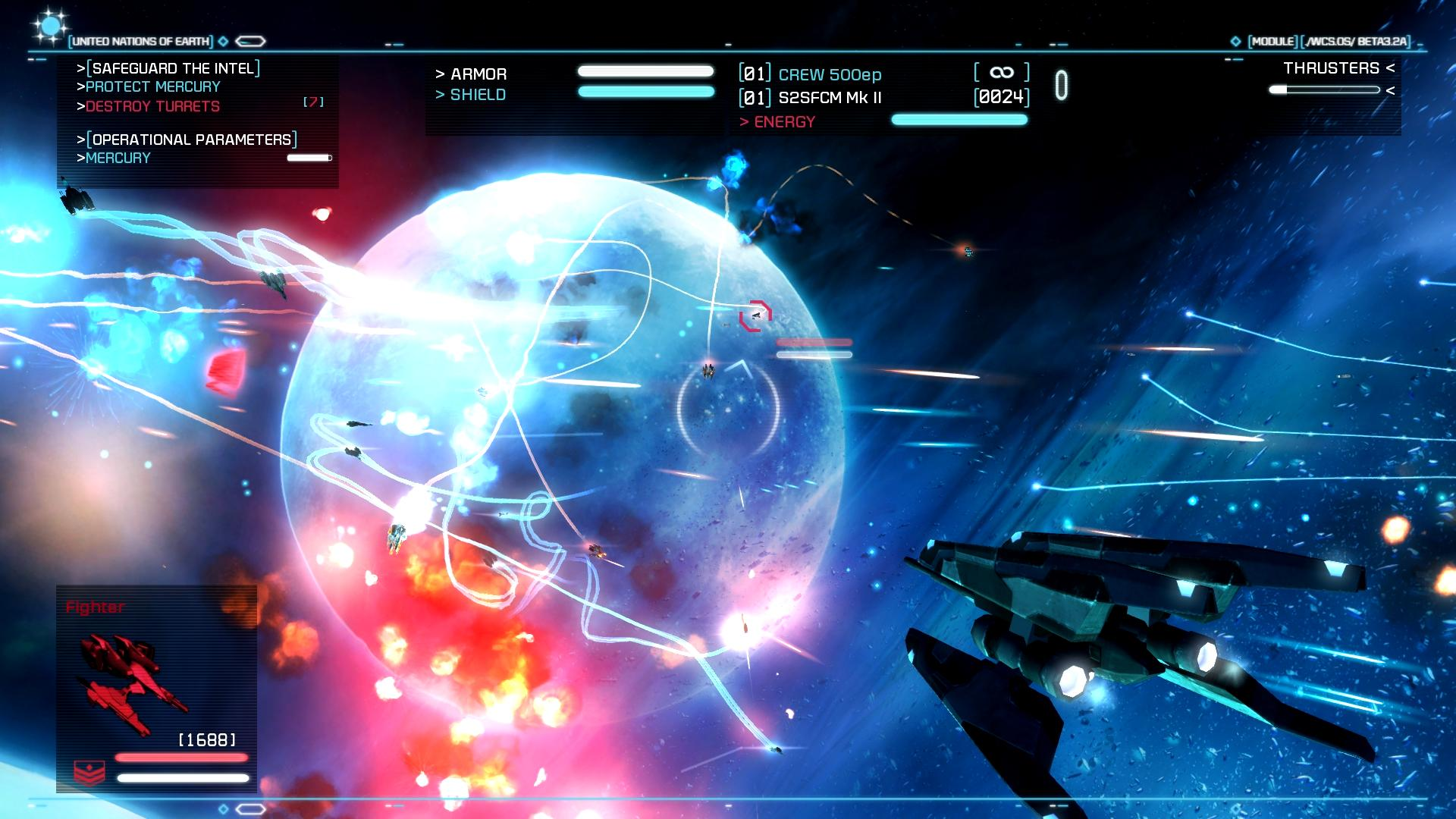
Missione - Richiesta d'aiuto

Il videogioco è composto da 13 missioni di vario tipo. Alcune di esse relativamente lunghe e difficili.
- 1 Prima della tempesta. Il tutorial per impratichirsi con i comandi di volo.
- 2 Il seguito. Intercettare flotta nemica
- 3 Avamposto. Occupazione stazione spaziale Thule.
- 4 L'esca. Intercettare flotta nemica.
- 5 Mordi e fuggi. Attacco a sorpresa agli avamposti coloniali.
- 6 Campo minato. Attacco strategico alla base di Taras.
- 7 Taras. Attacco all'insediamento militare coloniale di Taras.
- 8 Richiesta d'aiuto. Scorta e protezione della fregata Mercury.
- 9 Irruzione. Missione di attacco ad un insediamento coloniale.
- 10 Flotta nera. Difesa della flotta terrestre attaccata di sorpresa dai coloniali.
- 11 Raid. Attaccare e distruggere la flotta nemica in fase di attacco.
- 12 Duello. Eliminare tutte le sacche di resistenza nemiche.

## Aggiornamenti
Dalla pubblicazione sono state distribuite delle patch ufficiali di aggiornamento. La più importante, la terza, ha aggiunto anche la visuale in prima persona direttamente dal cockpit dell'astronave ed è stata calibrata al meglio la difficoltà delle missioni.